# Michael D'Antonio
Michael D'Antonio (Portsmouth (New Hampshire), 11 mei 1955) is een Amerikaans schrijver, journalist en commentator voor CNN.

## Biografie
D'Antonio studeerde in 1977 af aan de Universiteit van New Hampshire. Hij schreef van 1976 tot 1977 voor The Dover Democrat en van 1977 tot 1983 voor The Portland Press Herald in Maine. Vervolgens werkte hij tot 1990 voor Newsday. Tevens was hij meewerkend redacteur aan Child Magazine.
Hij schreef een dozijn boeken, waaronder Nooit Genoeg, De biografie van Donald Trump (2015) en A Consequential President (2017), een boek over de nalatenschap van het presidentschap Barack Obama.
In 1984 deelde hij de Pulitzerprijs voor plaatselijke berichtgeving met enkele verslaggevers van Newsday voor hun berichtgeving over de Baby Jane Doe-zaak. Zijn boek Mortal Sins kreeg in 2004 een nominatie voor een Edgar Allan Poe Award.

## Boeken
- Fall From Grace: The Failed Crusade of the Christian Right (1990)
- Heaven on Earth: Dispatches From America's Spiritual Frontier (1992)
- Atomic Harvest: Hanford and the Lethal Toll of America's Nuclear Arsenal (1993)
- The Best Medicine: Doctors, Patients, and the Covenant of Caring, met Mike Magee, (1999)
- Tin Cup Dreams: A Long Shot Makes it on the PGA Tour (2000)
- The Fourth Mega-Market, Now Through 2011, met Ralph Acampora, (2000)
- Mosquito: A Natural History of Our Most Persistent and Deadly Foe, met Andrew Spielman, (2001)
- Tour '72: Nicklaus, Palmer, Player, Trevino; The Story of One Great Season (2002).
- Fun While It Lasted: My Rise and Fall in the Land of Fame and Fortune, met Bruce McNall, (2003)
- Forever Blue: The True Story of Walter O’Malley, Baseball’s Most Controversial Owner, and the Dodgers of Brooklyn and Los Angeles (2009)
- A Full Cup: Sir Thomas Lipton's Extraordinary Life and His Quest for the America’s Cup (2010)
- Spend Shift: How the Post-Crisis Values Revolution Is Changing the Way We Buy, Sell, and Live, met John Gerzema, (2010)
- The Athena Doctrine: How Women (and the Men Who Think Like Them) Will Rule the Future, met John Gerzema, (2013)
- Mortal Sins: Sex, Crime, and the Era of Catholic Scandal (2013)
- Never Enough: Donald Trump and the Pursuit of Success (2015) (herdrukt alsThe Truth About Trump, 2016)
- A Consequential President: The Legacy of Barack Obama (2017)